# Jakob Wegelius

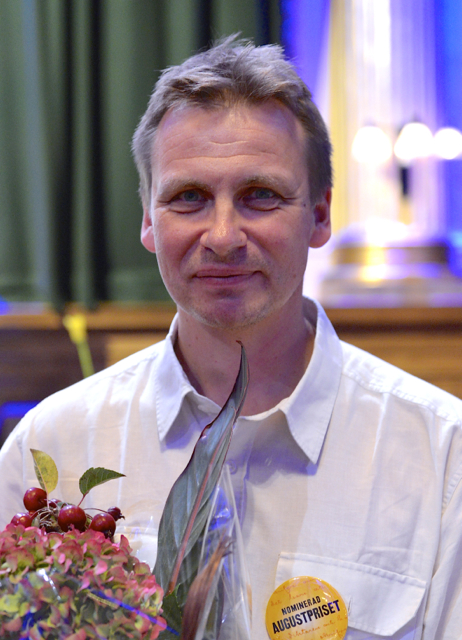
Jakob Wegelius (2014)

Jakob Björn Wegelius (* 27. März 1966 in Göteborg) ist ein schwedischer Schriftsteller, Grafiker und Illustrator.

## Leben
Wegelius studierte Literatur und Philosophie in Stockholm, danach absolvierte er ein Studium an der Kunsthochschule Konstfack, ebenfalls in Stockholm.
1994 erschien sein erstes Buch Spionerna i Oreborg. Bekannt wurde Wegelius 1999 mit seinem Buch Esperanza, das für den August-Preis nominiert wurde und den Expressens Heffaklump gewinnen konnte. Die Übersetzung ins Deutsche stammt von Gabriele Haefs. Sie erschien 2002 und wurde mit dem Literaturpreis Luchs ausgezeichnet. 2008 folgte das Bilderbuch Legenden om Sally Jones, das 2009 auch in Deutschland erschien. Es gewann den August-Preis 2008 in der Kategorie Kinder- und Jugendbuch und wurde mit dem Monats-Luchs der ZEIT ausgezeichnet. 2014 erschien sein Kinderbuch Mördarens Apa.
2016 war er Jurymitglied der Auszeichnung Das außergewöhnliche Buch des Kinder- und Jugendprogramms des Internationalen Literaturfestivals Berlin.
Wegelius ist verheiratet und hat mit seiner Frau zwei Kinder.

## Veröffentlichungen

### Spionerna i Oreborg(1994) /Die Spione von Oreborg(2002)
Jakob Wegelius erstes Kinderbuch / Bilderbuch Spionerna i Oreborg wurde 1994 beim schwedischen Verlag Bonnier Carlsen in schwedischer Sprache veröffentlicht und umfasst 160 Seiten. Die deutsche Übersetzung erschien 2002 beim Verlag Patmos. Spionerna i Oreborg ist unter anderem in Dänemark, Norwegen und Deutschland publiziert worden.
Auf Snarholmana, einer kleinen Insel, entsendet ein Kommandant einen Spion aufs Festland. Dort soll er andere Spione ausfindig machen – was sich als sehr verwirrend herausstellt, denn diese entsprechen nicht wirklich der Beschreibung des Kommandanten. Stattdessen verfolgt er zivile Personen und wird selber zum Ziel der Spione.

### Herr Balders hemlighet(1995)
Wegelius zweites Bilderbuch / Kinderbuch Herr Balders hemlighet wurde 1995 beim schwedischen Verlag Bonnier Carlsen in schwedischer Sprache veröffentlicht und umfasst 32 Seiten. Das Buch ist noch nicht in deutscher Übersetzung erschienen. Herr Balders hemlighet ist unter anderem in Island, Dänemark und Norwegen publiziert worden.
Das Buch erzählt die Geschichte vom ruhigen Herr Balder, auf dessen Party geheimnisvolle Dinge geschehen.

### Esperanza(1999) /Esperanza(2002)
Wegelius drittes Bilderbuch / Kinderbuch Esperanza wurde 1999 beim schwedischen Verlag Bonnier Carlsen in schwedischer Sprache veröffentlicht und umfasst 140 Seiten. Die deutsche Übersetzung erschien 2002 beim Patmos Verlag. Gabriele Haefs besorgte die Übersetzung. Esperanza ist unter anderem in Korea, Spanien und Deutschland publiziert worden.
Das Buch erzählt die Geschichte des Einradfahrers und Jongleurs Halidon, der sich auf die Suche nach seinem Freund, dem Kapitän, macht.
Esperanza wurde mit dem Expressens Heffaklump (2001) ausgezeichnet.

### Bland vågor och moln(2009)
Jakob Wegelius viertes Buch, das Bilderbuch Bland vågor och moln wurde 2009 beim schwedischen Verlag Bonnier Carlsen in schwedischer Sprache veröffentlicht und umfasst 16 Seiten. Das Buch ist noch nicht in deutscher Übersetzung erschienen.
Das Buch zeigt detailliert gezeichnete Bilder von Fahrzeugen in der Luft und auf dem Wasser.

### Teckningar från Antarktis(2009)
Jakob Wegelius erstes Bilderbuch für Erwachsene Teckningar från Antarktis wurde 2009 beim schwedischen Verlag Ritförlaget in schwedischer Sprache veröffentlicht und umfasst 60 Seiten. Das Buch ist noch nicht in deutscher Übersetzung erschienen.
Das Buch erzählt die Geschichte einer schwedisch-amerikanischen Expedition mit dem Eisbrecher Oden durch den Südlichen Ozean. Es kann auch als Reisebuch bezeichnet werden.

### Legenden om Sally Jones(2008) /Sally Jones – Eine Weltreise in Bildern(2009)
Sally Jones – Eine Weltreise in Bildern (Originaltitel: Legenden om Sally Jones) ist das vierte Buch von Wegelius. Es wurde am 26. August 2008 beim schwedischen Verlag Bonnier Carlsen in schwedischer Sprache veröffentlicht. Die deutsche Übersetzung erschien 2009 beim Gerstenberg Verlag und umfasst 112 Seiten. Gabriele Haefs besorgte die Übersetzung. Das Buch ist unter anderem in Deutschland, Dänemark, Japan und den Niederlanden publiziert worden.
Das Buch erzählt die Geschichte der Gorilladame Sally Jones, die eine lange Reise hinter sich bringen und zahlreiche Abenteuer bestehen muss, um ihren Platz schließlich in der Welt zu finden. Dabei wird sie immer wieder mit Menschen konfrontiert, die sie ausnutzen und von ihr profitieren wollen. Doch letztlich findet sie in Henry Koskela, einem Seemann, einen echten Freund.
Sally Jones – Eine Weltreise in Bildern wurde mit dem August-Preis (2008) ausgezeichnet. Das Feuilleton lobt: »Jakob Wegelius hat mit Sally Jones – Eine Weltreise in Bildern eine spannende und zutiefst bewegende Abenteuer-Geschichte erfunden« (Boris Halva, Frankfurter Rundschau vom 8. Dezember 2009).

### Mördarens Apa(2014) /Sally Jones – Mord ohne Leiche(2016)
Sally Jones – Mord ohne Leiche (Originaltitel: Mördarens Apa) ist das siebte Buch von Jakob Wegelius, ein Abenteuerroman für Kinder. Es wurde am 16. April 2014 beim schwedischen Verlag Bonnier Carlsen in schwedischer Sprache veröffentlicht und umfasst 624 Seiten. Die deutsche Übersetzung erscheint im Juni 2016 beim Gerstenberg Verlag. Gabriele Haefs besorgte die Übersetzung.
Das Buch erzählt die Geschichte der Affendame Sally Jones, die eine lange und schwierige Reise auf sich nimmt, um ihren besten Freund und Kapitän aus dem Gefängnis zu retten. So muss sie viele Herausforderungen bestehen und sich unter anderem mit einem Maharadscha in Indien auseinandersetzen. Doch auf ihrer Reise findet sie auch gute Freunde, die immer für sie da sind und sie bei all ihren Abenteuern zur Seite stehen.
Sally Jones – Mord ohne Leiche wurde unter anderem mit dem August-Preis (2014), dem Kinder- und Jugendliteraturpreis des Nordischen Rates und dem Deutschen Jugendliteraturpreis in der Kategorie Kinderbuch (2017) ausgezeichnet.

## Bibliographie
- 1994: Spionerna i Oreborg, Stockholm: Bonnier Carlsen, ISBN 91-638-4699-3
  - 2002: Die Spione von Oreborg, Gabriele Haefs (Übersetzung), Patmos Verlag, ISBN 3-7941-6006-1
- 1995: Herr Balders hemlighet, Stockholm: Bonnier Carlsen, ISBN 91-638-0450-6
- 1999: Esperanza, Stockholm: Bonnier Carlsen, ISBN 91-638-3584-3
  - 2002: Esperanza, Gabriele Haefs (Übersetzung), Patmos Verlag, ISBN 3-491-37458-8
- 2009: Bland vågor och moln, Stockholm: Bonnier Carlsen, ISBN 978-91-638-6493-3
- 2009: Teckningar från Antarktis, Ritförlaget, ISBN 978-91-978293-1-1
- 2008: Legenden om Sally Jones, Stockholm: Bonnier Carlsen, ISBN 978-91-638-5929-8
  - 2009: Sally Jones – Eine Weltreise in Bildern, Gabriele Haefs (Übersetzung), Hildesheim: Gerstenberg Verlag, ISBN 978-3-8369-5259-0
- 2014: Mördarens Apa, Stockholm: Bonnier Carlsen, ISBN 978-91-638-7738-4
  - 2016: Sally Jones – Mord ohne Leiche, Gabriele Haefs (Übersetzung), Hildesheim: Gerstenberg Verlag, ISBN 978-3-8369-5874-5
- 2020: Den falska rosen, Stockholm: Bonnier Carlsen, ISBN 978-91-7803-423-9
  - 2022: Sally Jones und die Schmugglerkönigin, Gabriele Haefs (Übersetzung), Hildesheim: Gerstenberg Verlag, ISBN 978-3-8369-6120-2

## Preise und Auszeichnungen (Auswahl)
- 2000 Expressens Heffaklump für Esperanza
- 2008 August-Preis für Legenden om Sally Jones
- 2009 Luchs des Monats[11] für Legenden om Sally Jones/Sally Jones – Eine Weltreise in Bildern
- 2014 August-Preis[12] für Mördarens Apa
- 2015 Kinder- und Jugendliteraturpreis des Nordischen Rates[13] fûr Mördarens Apa
- 2017 Deutscher Jugendliteraturpreis für Mördarens apa/Mord ohne Leiche
- 2018 Mildred L. Batchelder Award für Mördarens apa/The Murderer's Ape
- 2020 Astrid-Lindgren-Preis[14]
- 2021 Nils-Holgersson-Plakette für die Sally-Jones-Trilogie